# Arrigny

Arrigny este o comună în departamentul Marne, Franța. În 2009 avea o populație de 269 de locuitori.